# حشره‌خوار هورسفیلد
 حشره‌خوار هورسفیلد (نام علمی: Crocidura horsfieldii) نام یک گونه از سرده حشره‌خوارهای دندان‌سفید است.